# قنطريون جلدي
القنطريون الجلدي أو بهمن أبيض (الاسم العلمي: Centaurea behen) نوع نباتي ينتمي إلى جنس القنطريون من الفصيلة النجمية.

## الموئل والانتشار
موطنه بلاد الشام وتركيا والقوقاز.